# Lindsay L. Cooper
Lindsay L. Cooper (18 de enero de 1940 - 19 de junio de 2001) fue un contrabajista, bajo eléctrico y violonchelista de Escocia. Pasó cuatro años trabajando como músico de un barco y había tocado y grabado con muchos otros músicos y bandas, incluyendo a Michael Jackson, Boy George, Derek Bailey y Mike Oldfield.
Nacida en Glasgow, Cooper se trasladó a Londres en 1965 donde se convirtió en una músico profesional. Desde 1965 hasta 1967, y nuevamente en 1970, trabajó como músico de un barco en los buques de pasajeros Queen Mary y P&O. En 1972 y 1973, Cooper estudió música con el contrabajista y profesor británico Pedro Ind. En 1978 se trasladó a Zúrich, pero regresó a Escocia en 1990, donde dirigió un taller de improvisación libre en Edimburgo.
Entre los músicos con los que Cooper tocó y grabó fueron Evan Parker, Keith Tippett, Kenny Wheeler, Ken Colyer, Bobby Bradford y Lol Coxhill. También grabó con Strawbs, el Bill Wells Octet y un número de otros grupos de jazz, rock y folclor. Sus principales influencias musicales incluyen a Thelonious Monk, King Oliver y Derek Bailey.
Lindsay L. Cooper murió en Edimburgo a la edad de 61 años.

## Discografía seleccionada[5]
- Mike Oldfield, Tubular Bells (1973)
- Ken Hyder’s Talisker, Dreaming of Glenisla (1975)
- Amalgam, Innovation (1975)
- Spontaneous Music Orchestra, SME+=SMO (1975)
- Day & Taxi, All (1992)
- Christoph Gallio, Cars & Variations / High Desert Songs (1994)
- Andy Shanks/Jim Russell, Diamonds In The Night (1997)
- Pearlfishers, Across The Milky Way (2001)
- Bill Wells Octet/Lol Coxhill, Bill Wells Octet meets Lol Coxhill (2002)
- Strawbs, Strawbs Live in Tokyo DVD, plus Grave New World, the movie (2003)